# Colette (2018)
Colette ist ein Filmdrama von Wash Westmoreland, das am 20. Januar 2018 beim Sundance Film Festival seine Premiere feierte und am 21. September 2018 in ausgewählte US-Kinos kam. Am 3. Januar 2019 lief der Film in den deutschen Kinos an. Die Filmbiografie handelt vom Leben der französischen Schriftstellerin, Varietékünstlerin und Journalistin Colette. Die feministische Vorreiterin und Urheberin etlicher autobiografisch geprägter Geschichten musste zeitlebens um die ihr zustehende Anerkennung kämpfen.

## Handlung
Durch ihre Heirat mit einem erfolgreichen Pariser Schriftsteller und Theaterkritiker, bekannt als Willy, kommt Gabrielle-Sidonie Colette aus ihrer Heimat im ländlichen Frankreich Ende des 19. Jahrhunderts nach Paris, der Stadt mit vielen Intellektuellen und voller künstlerischem Glanz. Gemeinsam nehmen sie an allerlei gesellschaftlichen Anlässen teil.
Willy lässt seine Romane von seinem umfangreichen Autorenteam schreiben und veröffentlicht diese unter seinem bekannten Namen. Als Willy eines Tages von seiner Frau bei einer Prostituierten erwischt wird, versucht er ihr zu erklären, das wäre für einen Mann völlig normal, doch Gabrielle kehrt wieder in ihr Elternhaus aufs Land zurück. Alles ist nicht so gekommen, wie sie es sich ausgemalt hatte. Als Willy seine Frau dort besucht und erzählt, wie sehr er sie vermisst, willigt sie nur ein, mit ihm nach Paris zurückzukehren, wenn er sie nicht mehr belügt und alles mit ihr teilt.
Eines Tages im Jahr 1895 kann Willy seine Mitarbeiter nicht mehr bezahlen, und so wird es notwendig, besser zu haushalten. Er überzeugt seine Frau, für ihn als Ghostwriter tätig zu werden. Als er ihr erstes Manuskript liest, einen halbautobiografischen Roman über eine witzige und dreiste Landfrau namens Claudine, findet er ihr Werk zwar wunderschön, jedoch zu feminin und will es nicht veröffentlichen. Sie beschließt, ihren Namen auf Colette zu kürzen. Bei einem gesellschaftlichen Anlass zeigt Willy wegen eines männlichen Gastes Anzeichen von Eifersucht. Colette beruhigt ihn, indem sie ihm sagt, dessen Frau habe sie an diesem Abend mehr interessiert. Als eines Tages Gerichtsvollzieher Willys Schreibtisch abholen, findet er darin das fast vergessene Werk seiner Frau. Gemeinsam überarbeiten sie das Manuskript und geben die Geschichte von Claudine unter seinem Namen in Druck. Das Buch wird gefeiert, entwickelt sich zu einem Bestseller, und Colette und Willy werden zum Gesprächsthema von Paris.
Willy versucht das Geheimnis um die wahre Autorenschaft zu wahren, um den Erfolg des Romans nicht zu gefährden. Er überrascht seine Frau jedoch mit einem Haus auf dem Land, das er für sie gekauft hat und in dem sie in Ruhe schreiben kann. Willy hat seinem Verleger bereits eine Fortsetzung angekündigt. Als Colette nicht selbst die Muße zum Schreiben findet, sperrt er sie in ein Zimmer, um sie so zum Schreiben zu zwingen. Colette schreibt das Buch.
Im Jahr 1900 machen Willy und Colette die Bekanntschaft der in Paris lebenden Georgie Raoul-Duval. Er merkt schnell, dass die Amerikanerin Interesse an seiner Frau zeigt. Colette beginnt mit dem Segen ihres Mannes eine Affäre mit Georgie, doch auch er selbst sucht deren Nähe. So teilt Georgie abwechselnd mit Colette beziehungsweise Willy das Bett, bis Colette die beiden eines Tages erwischt. Sie verdaut die Geschehnisse, indem sie den dritten Teil ihrer Geschichte von Claudine aufschreibt: Claudine en Ménage.
Drei Jahre später soll die Geschichte von Claudine auch als Theaterstück auf die Bühne gebracht werden. Mutig stellt sich eine gewisse Polaire vor, die sich als die einzig wahre Claudine für die Hauptrolle anpreist. Das Theaterstück über die von Colette erdachte Figur wird ein großer Erfolg und Claudine zu einem Vorbild. Die Frauen von Paris beginnen sich die Haare auf die Länge von Polaire schneiden zu lassen und greifen zu Claudine-Körperpflegeprodukten. Colette macht die Bekanntschaft der Adeligen Marquise Mathilde de Morny, die sich wie ein Mann kleidet und Missy genannt wird. Wie bereits Willys Verleger Ollendorff, der erkannte, dass die Romane von Colettes Leben auf dem Land inspiriert waren, versteht auch Missy schnell, dass Colette die Erfinderin von Claudine ist. Für Willy scheint eine sich anbahnende Beziehung von Missy und seiner Frau in Ordnung zu sein, da inzwischen die junge Meg in sein Leben getreten ist.
Colette bereitet sich auf eine Aufführung vor. Als Missy und Colette sich bei der Premiere im Moulin Rouge küssen, kommt es zum Eklat: das zwiegespaltene Publikum beginnt sich zu prügeln. Die Show wird daraufhin abgesetzt, was Willy in den finanziellen Ruin stürzt. Inspiriert von Missys Auftreten, kleidet sich Colette nun auch in der Öffentlichkeit wie ein Mann. Sie will, dass jetzt ihr Name auf ihren Romanen steht. Auch ihre Mutter motiviert sie, ihr Talent zu nutzen und ein neues Buch zu schreiben, diesmal unter ihrem Namen. Willy beichtet finanzielle Probleme und will Colettes Haus verkaufen. Sie willigt ein. Als Colette herausfindet, dass er zusätzlich die Rechte an den Claudine-Romanen veräußert hat, ist sie zutiefst verletzt. Sie vergleicht die Romane mit einem gemeinsamen Kind, ohne das ihre Beziehung nicht mehr möglich ist. Colette verlässt Willy und schreibt ein neues Buch, La Vagabonde, das auf ihren Erfahrungen als Varietékünstlerin beruht.

## Biografisches

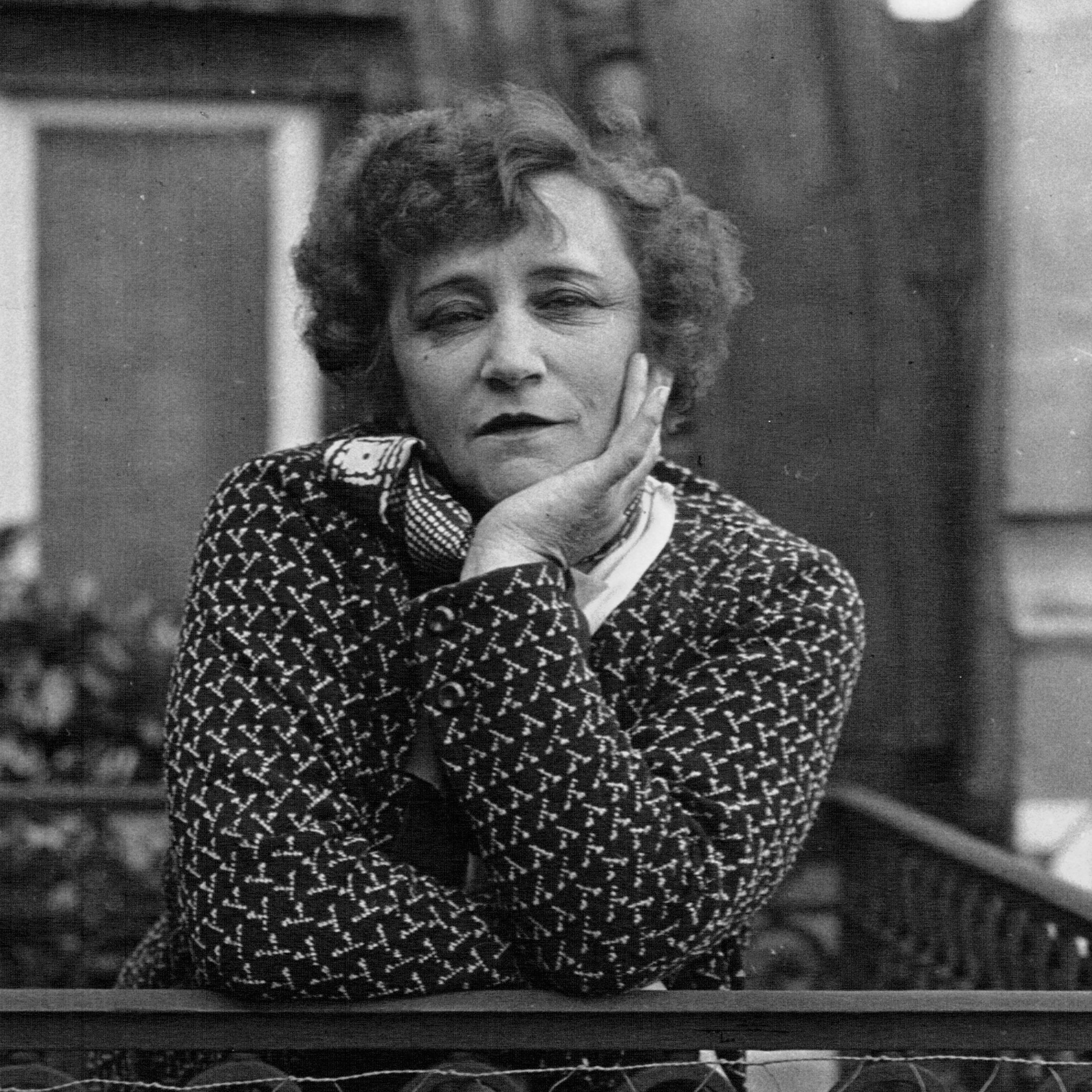
Die Filmbiografie handelt vom Leben der französischen Schriftstellerin Colette

Colette war eine französische Schriftstellerin, Varietékünstlerin und Journalistin. Bei einer Reise nach Paris lernte sie 1889 im Alter von 16 Jahren den fast doppelt so alten Henry Gauthier-Villars kennen, der sich unter dem Pseudonym Willy einen Namen als Journalist und Schriftsteller gemacht hatte. 1893 heiratete sie ihn. Rasch erkannte er ihr Talent und ließ sie unter seinem Pseudonym ab 1896 eine Serie von zunehmend erfolgreichen Romanen verfassen, die in der Ich-Form und mit vielen autobiografischen Elementen die Geschichte einer jungen Frau erzählen: Claudine à l'École, Claudine à Paris, Claudine en Ménage und Claudine s’en va, die in der deutschen Übersetzung als Claudine erwacht, Claudine in Paris, Claudine in der Ehe und Claudine geht verlegt wurden.
Reto Baer vom SRF bemerkt: „Ihre Claudine-Romane wirkten Anfang des 20. Jahrhunderts auf junge Frauen ähnlich stark wie über 100 Jahre zuvor Goethes Die Leiden des jungen Werthers auf Männer.“ Willy und sie lebten gut vom Produkt Claudine, dem Buchverkauf wie auch dem Merchandise. So wurden sogar Claudine-Seifen hergestellt, und bis heute heißen die weißen Kragen an Kleidern Claudine-Kragen.
Später trat Colette auf zahlreichen Varietébühnen in Paris und der Provinz des Öfteren zusammen mit der zehn Jahre älteren Mathilde, genannt „Missy“, auf, der sehr unkonventionell lebenden Tochter eines Halbbruders von Napoléon III. Als sich die beiden 1907 im Moulin Rouge bei der Aufführung einer Pantomime mit dem Namen Rêve d'Égypte küssten, gab es einen Tumult, zu dessen Beilegung die Polizei gerufen werden musste. Das Stück wurde infolge des Skandals abgesetzt. Colette und Missy konnten ihr Verhältnis nur verdeckt weiterführen. 1909 begann Colette mit La Vagabonde („Die Vagabundin“) einen weiteren autobiografischen Roman, in dem sie in der Ich-Form die Existenz einer enttäuschten geschiedenen Ehefrau, Varietékünstlerin und Angebeteten eines reichen Erben darstellt.
Der Film spart die Geschehnisse nach der Trennung Colettes von ihrem Ehemann aus. Später war sie zur großen alten Dame der französischen Literatur der ersten Jahrhunderthälfte avanciert, schrieb und publizierte, wurde gelesen und verfilmt, hielt Vorträge und reiste, geehrt wie kaum eine andere Schriftstellerin vor ihr. 1945 wurde sie als zweite Frau eines der zehn Mitglieder der Académie Goncourt, im Jahr 1949 deren Vorsitzende. Colette starb im Jahr 1954 und bekam als erste Frau in Frankreich ein Staatsbegräbnis.

## Produktion

### Stab, Besetzung und Synchronisation
Regie führte Wash Westmoreland, der gemeinsam mit Richard Glatzer und Rebecca Lenkiewicz auch das Drehbuch schrieb. In der Vorbereitung hatten sich Westmoreland und seine Drehbuchkollegen die Korrespondenz von Colette und Missy angesehen, so ihre privaten Briefe. Diese seien insofern wirklich interessant, weil sie sowohl „sie“ als auch „er“ und sowohl männliche als auch weibliche grammatische Konstruktionen auf Französisch verwendet haben, was auf eine Art lesbischer Intimität in ihrer Beziehung schließen lasse, so Westmoreland. Colette sei eine radikale, zukunftsorientierte  Frau gewesen, die die Konventionen ihrer Zeit herausforderte. Der Film sollte das vollständig widerspiegeln, so der Regisseur weiter.
Keira Knightley ist in der Titelrolle als Colette zu sehen. Dominic West übernahm die Rolle ihres Ehemanns Willy, Eleanor Tomlinson spielt Georgie Raoul-Duval, mit der beide eine Freundschaft beginnen. In weiteren Rollen sind Fiona Shaw, Ray Panthaki, Aiysha Hart, Denise Gough, Robert Pugh und Masayoshi Haneda zu sehen.
Die deutsche Synchronisation entstand nach einem Dialogbuch und der Dialogregie von Heike Kospach im Auftrag der Berliner Synchron GmbH Wenzel Lüdecke. Dascha Lehmann leiht in der deutschen Fassung Colette ihre Stimme, Leon Boden ihrem Ehemann Willy.

### Dreharbeiten und Filmmusik
Die Dreharbeiten fanden in Ungarns Hauptstadt Budapest und auf der Cogges Manor Farm in Witney, Oxfordshire statt.
Für die Gestaltung der Kostüme zeichnete Andrea Flesch  verantwortlich.
Die Filmmusik wurde von Thomas Adès komponiert. Es handelt sich dabei um die erste Arbeit des britischen Opernkomponisten eigens für einen Film. Peter Debruge von Variety findet, die Musik sei eine der großen Stärken des Films: „Der gesamte Film wirkt durch Adès flinkes Klavier und präsente Streicherarbeit heller und geleitet uns so durch viele elegant fotografierte, Merchant-Ivory-ähnliche Szenen, in denen stickige Snobs in steifen Westen herumstehen.“ Der Soundtrack zum Film, der insgesamt 26 Musikstücke umfasst, darunter auch Stücke von Camille Saint-Saëns, Erik Satie und Claude Debussy, wurde am 7. Dezember 2018 von Lakeshore Records als Download veröffentlicht.

### Marketing und Veröffentlichung
Der Film wurde am 20. Januar 2018 beim Sundance Film Festival erstaufgeführt. Der erste Trailer wurde im Juli 2018 vorgestellt. Im September 2018 wurde der Film beim Toronto International Film Festival gezeigt und kam am 21. September 2018 in ausgewählte US-Kinos. Im Herbst 2018 erfolgte auch eine Vorstellung beim Zurich Film Festival. Am 3. Januar 2019 brachte DCM den Film in die deutschen und Schweizer Kinos.

## Rezeption

### Altersfreigabe
In den USA erhielt der Film von der MPAA ein R-Rating, was einer Freigabe ab 17 Jahren entspricht. In Deutschland wurde er von der FSK ab 6 Jahren freigegeben. In der Freigabebegründung heißt es: „Der Film ist überwiegend ruhig und mit viel Zeitkolorit erzählt, wobei die Inszenierung sehr zurückhaltend ist, auch bei einzelnen erotischen Szenen. Die komplexe Geschichte bietet sehr jungen Zuschauern kaum Anknüpfungspunkte, viele Konflikte erschließen sich ihnen nicht, weshalb die teils heftigen Auseinandersetzungen der Eheleute Kinder im Vorschulalter überfordern können.“

### Kritiken und Einspielergebnis
Der Film konnte bislang 87 Prozent aller Kritiker bei Rotten Tomatoes überzeugen und erhielt hierbei eine durchschnittliche Bewertung von 7,2 der möglichen 10 Punkte.
Nick Allen, ein für die Web-Seite RogerEbert.com tätiger Filmkritiker, meint, der Film sei im Jahre 2018 mehr als fällig und die im Zentrum stehende Colette sei in mehr als einer Hinsicht eine Vordenkerin gewesen.
Peter Debruge von Variety erklärt, Filme, die dem Leben von Schriftstellern gewidmet seien, begnügten sich in der Regel damit, das belesene ältere Publikum zu umwerben, aber der Regisseur Wash Westmoreland hoffe eindeutig, dass Colettes Geschichte junge Frauen anspreche und inspiriere, ähnlich wie ihre beliebteste Figur Claudine damals: „Obwohl das Genre so oft das Risiko von Langeweile birgt, ist das hier nicht der Fall, vor allem dank seiner Hauptdarstellerin.“ Westmoreland weiche effektiv den Fallstricken von Filmdramen über historische Stoffe aus, indem er demonstriere, dass Colettes Schritte auf dem Weg zur Gleichstellung zu den ersten in der bis heute anhaltenden Frauenbewegung gehörten.
Reto Baer vom SRF bemerkt, Colette komme formal zwar wie ein konventioneller Kostümfilm daher, überzeuge aber inhaltlich als temporeiche Emanzipationsgeschichte. Der Regisseur habe mit seinem inzwischen verstorbenen Lebenspartner Richard Glatzer ein ebenso unterhaltendes wie kenntnisreiches Drehbuch geschrieben, und die Besetzung sei bis in die Nebenrollen geradezu ideal: „Schon allein Keira Knightleys Mimenspiel ist das Eintrittsgeld wert. Und Dominic West überzeugt als Colettes machtgieriger Gegenspieler.“
Anna Wollner von NDR Info bemerkt, Knightley spiele Colette verschmitzt und aufrührerisch, wie eine historische Vorläuferin der heutigen #MeToo-Bewegung: „Collete verfällt nie in eine Opferrolle, sondern ist stets selbstbewusst und zielorientiert. Der Film ist das Porträt einer modernen Ikone, die auch heute noch Vorbildcharakter hat. Nicht nur für junge Frauen.“
Jenni Zylka bemerkt in ihrer Kritik auf Spiegel Online: „Regisseur Wash Westmoreland, der die Verfilmung über die französische Literatur-Nationalheldin mit Briten besetzt hat, erzählt den Selbstfindungsweg seiner Protagonistin eng an der Geschichte der Claudine-Romane entlang.“ Zylkas Resümee: „Das Leben der Schriftstellerin und Schauspielerin Colette war so skandalös, dass ihr Filmporträt kaum hinterherkommt. Auch eine mit Verve spielende Keira Knightley kann in diesem Kostümfilm wenig daran ändern.“
In Deutschland verzeichnet der Film 134.428 Besucher.

### Vergleich mit anderen Filmen und Zeitgeist
Gunda Bartels macht im Tagesspiegel einen Trend aus: „Erst Mary Shelley, nun Colette: Zum Jahreswechsel drängeln sich im Kino die Schriftstellerinnen-Biografien. Die Branche entdeckt verstärkt den weiblichen Geschichtsblick, samt der Würdigung ihrer kulturellen und politischen Heldinnen. Ein Biopic über Maria Stuart folgt in zwei Wochen.“
Die französische Autorin Annabelle Hirsch empört sich auf Zeit Online, dass der Film einmal mehr Leben und Kunst einer berühmten Frau über deren Liebe zu einem Mann erzähle: „Colette reiht sich mit dieser überkonventionellen Erzählung [ein] in eine Reihe anderer Biopics der letzten Jahre ein: Paula über Paula Modersohn-Becker, Coco Chanel. Der Beginn einer Leidenschaft über die französische Modeschöpferin, Königin der Wüste über die Abenteuerin Gertrude Bell oder zuletzt Astrid über die Jugendjahre von Astrid Lindgren. All diese Filme folgen einer ähnlichen Erzählstruktur: Hübsches junges Mädchen lernt einen Mann kennen, verliebt sich, erlebt durch ihn ihre erste Enttäuschung, beschließt, sich das nicht gefallen zu lassen, kanalisiert die Wut in ihre Kunst und wie durch ein Wunder entsteht dabei etwas Grandioses.“
Sonja Hartl kommt im Gespräch mit Andrea Gerk im Deutschlandfunk zu einer nüchternen Erkenntnis in Bezug auf neue Kinofilme über Schriftstellerinnen: „Sie zeigen, dass sich die Probleme für schreibende Frauen kaum verändert haben.“

### Auszeichnungen
British Independent Film Awards 2018
- Nominierung als Bester Nebendarsteller (Dominic West)[21]

Independent Spirit Awards 2019
- Nominierung für das Beste Drehbuch (Richard Glatzer, Rebecca Lenkiewicz, Wash Westmoreland)[22]

Satellite Awards 2018
- Nominierung für die Beste Filmmusik (Thomas Adès)
- Nominierung für die Besten Kostüme (Andrea Flesch)[23]

Toronto International Film Festival 2018
- Nominierung in der Kategorie Special Presentations (Wash Westmoreland)